# Dick de Cloe
Dirk Willem (Dick) de Cloe (Sprang-Capelle, 21 november 1947) is een Nederlands politicus van de PvdA.

## Leven en werk
Na de hbs studeerde De Cloe tot 1969 aan de kweekschool in Gorinchem. Hierna ging hij werken als onderwijzer op een protestants-christelijke lagere school in Waalwijk. In 1981 werd hij lid van de Tweede Kamer, maar na de val van het kabinet-Van Agt II volgden in 1982 verkiezingen waarna hij terugkeerde naar het onderwijs in Waalwijk. Vier jaar later werd De Cloe opnieuw lid van de Tweede kamer wat hij tot mei 2002 zou blijven. In 2003 werd hij benoemd tot waarnemend burgemeester van Vlist. Later dat jaar werd hij waarnemend burgemeester van Schoonhoven ter vervanging van de zieke burgemeester aldaar wat elf maanden zou duren. Op 25 oktober 2004 volgde zijn benoeming tot waarnemend burgemeester van Bergen op Zoom. Eind 2005 werd hij wederom waarnemend burgemeester van Schoonhoven, waar hij per 1 oktober 2010 werd opgevolgd door André Bonthuis. Ter gelegenheid van zijn afscheid werd De Cloe op 30 september 2010 benoemd tot 'Ereburger van de Zilverstad', waarvoor hij de bijzondere Eresleutel met bijbehorende oorkonde ontving.
Van 1 mei 2011 tot 1 januari 2013 was hij waarnemend burgemeester van Maasdriel. Hij werd daarbij opgevolgd door Gerd Prick. Van maart 2013 tot 1 september 2013 was hij opnieuw waarnemend burgemeester van Bergen op Zoom. In 2005 was De Cloe daar opgevolgd door Han Polman, die op 1 maart 2013 de commissaris van de Koningin in Zeeland werd. Per 1 september 2013 trad Frank Petter aan als nieuwe burgemeester.

## Onderscheiding
- Ridder in de Orde van Oranje-Nassau, 27 juni 2002

## Familie
Zijn broer Cees de Cloe is oud-Eerste Kamerlid en oud-burgemeester voor de PvdA.
- Parlement.com: vg09llmzy6z8